# Alan Cole
Alan „Skill“ Cole (* 14. Oktober 1950 in Kingston) ist ein ehemaliger jamaikanischer Fußballspieler.

## Leben
Alan Cole wurde im Zentrum Kingston geboren und wuchs als Einzelkind in einem Arbeiterviertel von Woodford Park auf. Sein Vater, Alan Cole Sr, hatte großen Einfluss auf seine sportliche Entwicklung. Als ein sehr sportbegeisterte Mann, war er Coles größter Motivator. Von ihm lernte er das Fußballspielen und erlangte Kenntnisse über berühmte Sportler.
1962 ging Cole auf eine Sportschule und aufgrund seines außergewöhnlichen Talents 1964 für ein Jahr auf ein Campion College. In der Schulmannschaft brachte er es 1965 zum Torschützenkönig mit 38 Treffern.

## Spielerkarriere

### Vereine
Cole spielte zwei Saisons für die Atlanta Chiefs in der noch jungen Fußballliga der USA. Bei einem Freundschaftsspiel für die "Roten Brigaden" gegen Náutico Capibaribe wurden die brasilianischen Fußballclubs auf ihn aufmerksam. Daraufhin wurde er zum Star in seiner Heimat Jamaika, da er in Brasilien für Náutico Capibaribe aus der Küstenstadt Recife spielen durfte. Er traf dort mit Spielern wie Francisco Marinho zusammen. Danach kehrte der Stürmer nach Jamaika zurück und spielte für den jamaikanischen Klub FC Santos. Aufmerksamkeit erlangte dieses Team, als es den US-amerikanischen Verein New York Cosmos, der Spieler wie Pelé und Werner Roth in seinen Reihen hatte, 1975 im heimischen Jamaica’s National Stadium schlug. Im Dezember 1977 ging Cole für drei Jahre nach Äthiopien zum Ethiopian Airlines-Team.

### Nationalmannschaft
Cole gab sein Debüt in der jamaikanischen Nationalmannschaft im Alter von 16 Jahren und gilt damit bis heute als der jüngste Nationalspieler seines Landes.

## Trainerkarriere
Nach seiner aktiven Fußballerkarriere war Cole im Trainergeschäft tätig. Unter anderem arbeitete er in dieser Position für West Kingston’s Seba United.

## Trivia
- Cole war ein enger Freund des weltbekannten Reggaemusikers Bob Marley[1], selbst ein hervorragender Fußballspieler. Cole gründete 1971 zusammen mit Marley dessen eigenes Label Tuff Gong und übergab es zu je 33 % an Marleys Bandmitstreiter Peter Tosh und Bunny Wailer und zu 34 % an Marley selbst. Dieser schrieb Cole später die Komposition einiger seiner Songs zu, wodurch Cole in den Genuss von Tantiemen kam. Cole begleitete später Marley während seiner Tourneen bis zu dessen Tod.[4]
- 1974 beendete Cole nach zwei Spielsaisons seine Zeit mit Nautica, weil das Management wollte, dass er seine Rastalocken abschneidet.[2]
- Im Oktober 2010 erhielt Cole vom jamaikanischen Fußballverband, im Beisein des Fifa-Präsidenten Sepp Blatter, eine Auszeichnung, die seine Dienste für den Fußball in Jamaika würdigte.[2]